# Isac Peter Wichman
Isac Peter Wichman, född 24 december 1793 i Göteborg, död där 5 juli 1833, var en svensk sjökapten.
Isac Peter Wichman var son till handelsmannen Jacob Wichman och Juliana Sofia Lundberg. Han gick vid 11 års ålder till sjöss och tillbringade bland annat fem år i USA. Ännu ej 27 år gammal återfinns han 1820 som sjökapten i Göteborg och blev 1830 befälhavare på Hoppet, ett av den göteborgska handelsflottans större fartyg. Hans karriär inföll under den ihållande ekonomiska lågkonjunkturen efter Napoleonkrigen, som inte minst förlamade Göteborgs sjöfart. I denna för sjöfolket bekymmersamma tid tog Wichman initiativet till bildandet av den första sjömannasammanslutningen i Sverige, Sjömannasällskapet i Göteborg, vars dubbla syfte att höja sjömansyrket genom utbildning och upplysning och att skapa säkrare förhållanden och en tryggad ålderdom åt dess utövare.